# Hospitalitermes monoceros
Espèce
Hospitalitermes monoceros est une espèce de termites de la famille des Termitidae.

## Répartition
Originalement décrite comme endémique du Sri Lanka, cette espèce a également été observée en Inde,.

## Description

### Soldat
Cette espèce ne présente qu'une seule forme de soldat de taille variable de l'ordre de quatre millimètres de long.

La capsule céphalique est brun pâle antérieurement et brun noirâtre postérieurement. Les antennes sont brun foncé. Le nez est brun pâle. Le pronotum, les tergites abdominaux, les régions coxales et fémorales des pattes en vue dorsale sont légèrement plus pâles que la capsule céphalique. Le thorax arbore une fine ligne blanchâtre médiane. Les sternites et les autres partie des pattes sont blanc brunâtre.

La capsule céphalique est fortement rétrécie derrière les orbites antennaires en vue dorsale avec la partie antérieure excluant le nez extrêmement plus petite que la partie postérieure. Le contour dorsal incluant le nez présente un profil concave ou semblant déprimé. Le nez est relativement court en vue dorsale avec moins de la moitié de la longueur de la capsule céphalique. Il est poilu à l'extrémité et présente un profil légèrement incurvé vers le haut mais le tiers apical est faiblement incurvé vers le bas. Les yeux arborent de petits points blanchâtres. Les antennes sont allongées avec quatorze segments. Le troisième segment est deux fois plus long que le second, le quatrième est plus court que le troisième, le quatrième et le cinquième sont presque égaux en longueur et les segments du septième au quatorzième diminuent progressivement en longueur. La capsule céphalique est piriforme avec deux longs poils sur la partie postérieure. Les mandibules, vestigiales, présentent chacune un long processus brun et pointu en forme d'épine. La paroi du corps est fortement sclérotisée et l'intestin n'est pas clairement visible. Le pronotum est en forme de selle et presque moitié moins long que large. Sa marge antérieure est faiblement convexe et faiblement échancrée au milieu. Sa marge postérieure est fortement convexe sans échancrure. Les tergites sont faiblement poilus avec de courts poils en forme d'épis. Les pattes sont modérément longues et poilues avec le tibia postérieur allongé et des éperons tibiaux. Les tarses ont quatre segments. Les cerques ont deux segments.

### Ouvrière
Cette espèce présente deux classes d'ouvrières.
L'ouvrière majeure présente une capsule céphalique subquadrangulaire, brun foncé à noir avec une suture épicrânienne proéminente et une plaque de la fontanelle blanche longiligne. Le labrum est légèrement brun pâle. Le post-clypéus est gonflé, brun foncé et d'une longueur inférieure à la moitié de la largeur. Les antennes sont brunes avec quinze segments. Le troisième segment est beaucoup plus long que le second. Le quatrième segment est légèrement plus long que le second. La tête et le corps sont couverts de poils très fins, peu nombreux dorsalement mais nombreux ventralement. Le thorax est brun avec un pronotum en forme de selle, une marge antérieure faiblement convexe et faiblement échancrée au milieu et une marge postérieure fortement convexe sans encoche et profondément échancrée antéro-latéralement. Les tergites abdominaux sont brun pâle. Les fémurs sont brun foncé et au-delà du tibia la teinte est blanc brunâtre.  
L'ouvrière mineure est semblable à l'ouvrière majeure mais elle est de petite taille. Le troisième segment antennaire est aussi long que le deuxième et le pronotum n'a pas d'encoche antéro-latéral profonde. La dent apicale de la mandibule gauche est plus courte que la première marginale. La deuxième dent marginale est absente et la troisième dent marginale est plus petite que la première et assez saillante par rapport au bord tranchant. Elle est séparée de la proéminence molaire par un espace distinct. La dent apicale de la mandibule droite est plus courte que la première marginale. La première dent marginale présente un bord antérieur presque droit. La deuxième dent marginale est clairement visible et séparée de la première dent marginale beaucoup plus grande. Le bord postérieur de la deuxième dent marginale est presque droit. La crête molaire de la mandibule qui sert à gratter et à broyer le bois est très développée. Il n'y a pas d'encoche sur la plaque molaire de la mandibule droite.

## Éthologie
Ces termites processionnaires quittent leur nid pour chercher des épiphytes comme les lichens et d'autres matériaux à l'air libre principalement dans les troncs d'arbres et les canopées des forêts tropicales humides, mais elles présentent la capacité à évoluer dans des habitats non humides comme les forêts sèches à feuilles caduques.
Les colonies d’Hospitalitermes monoceros sont considérées comme envahissantes dans les plantations de thé au Sri Lanka.
À proximité des nids arboricoles, des pistes noires étroites d'environ 2 à 2,5 cm de large, comme marquées par un colorant noir, peuvent être observées. La recherche de nourriture commence en fin de soirée et est menée par quelques soldats bientôt suivis par des ouvrières formant un grand essaim en procession. L'ensemble des termites rentre au petit matin sans transporter de nourriture.
L'entrée du nid et la recherche du nourriture sont protégées par des soldats qui, probablement grâce à des sécrétions terpéniques de leur nez, peuvent faire fuir de petites fourmis du genre Crematogaster qui essaient de capturer les termites. 

## Systématique
L'espèce Hospitalitermes monoceros a été nommée et décrite en 1779 par l'entomologiste allemand Johann Gerhard König sous le protonyme Termes monoceros atrum.

### Publication originale
- (de) Johann Gerhard König, « Naturgeschichte der sogenannten weissen Ameise », Beschaftigungen der Berlinischen Gesellschaft Naturforschender Freunde, Berlin, vol. 4,‎ 1779, p. 1-28 (lire en ligne, consulté le 1er mai 2025).